# Königsheim
Königsheim è un comune tedesco di 605 abitanti,, situato nel land del Baden-Württemberg.